# لئون باکست
لئون باکست (به روسی: Леон Бакст) (۱۰ مهٔ ۱۸۶۶ — ۲۸ دسامبر ۱۹۲۴) هنرمند یهودی روس بود که در طراحی صحنه و لباس نمایش‌ها انقلابی ایجاد کرد. طرح‌های او برای باله روس در سال‌های اوج فعالیت آن (۱۹۰۹–۱۴) نوآورانه، چشمگیر و تأثیرگذار بودند.

## نگارخانه

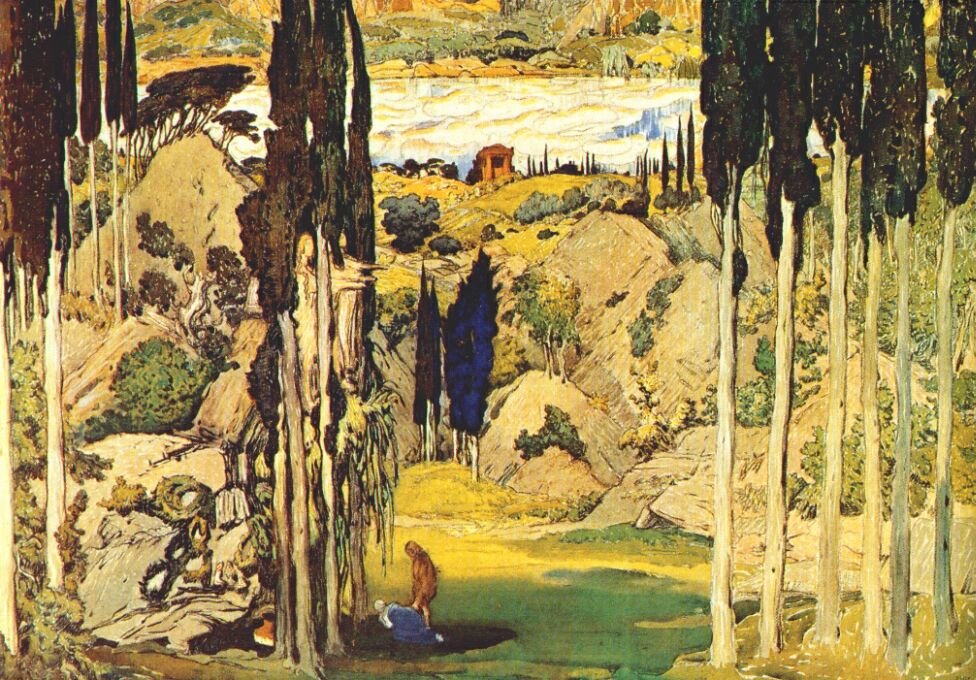
صحنه طراحی شده توسط باکست برای نخستین اجرای باله دافنیس و کلوئه راول، ۱۹۱۲
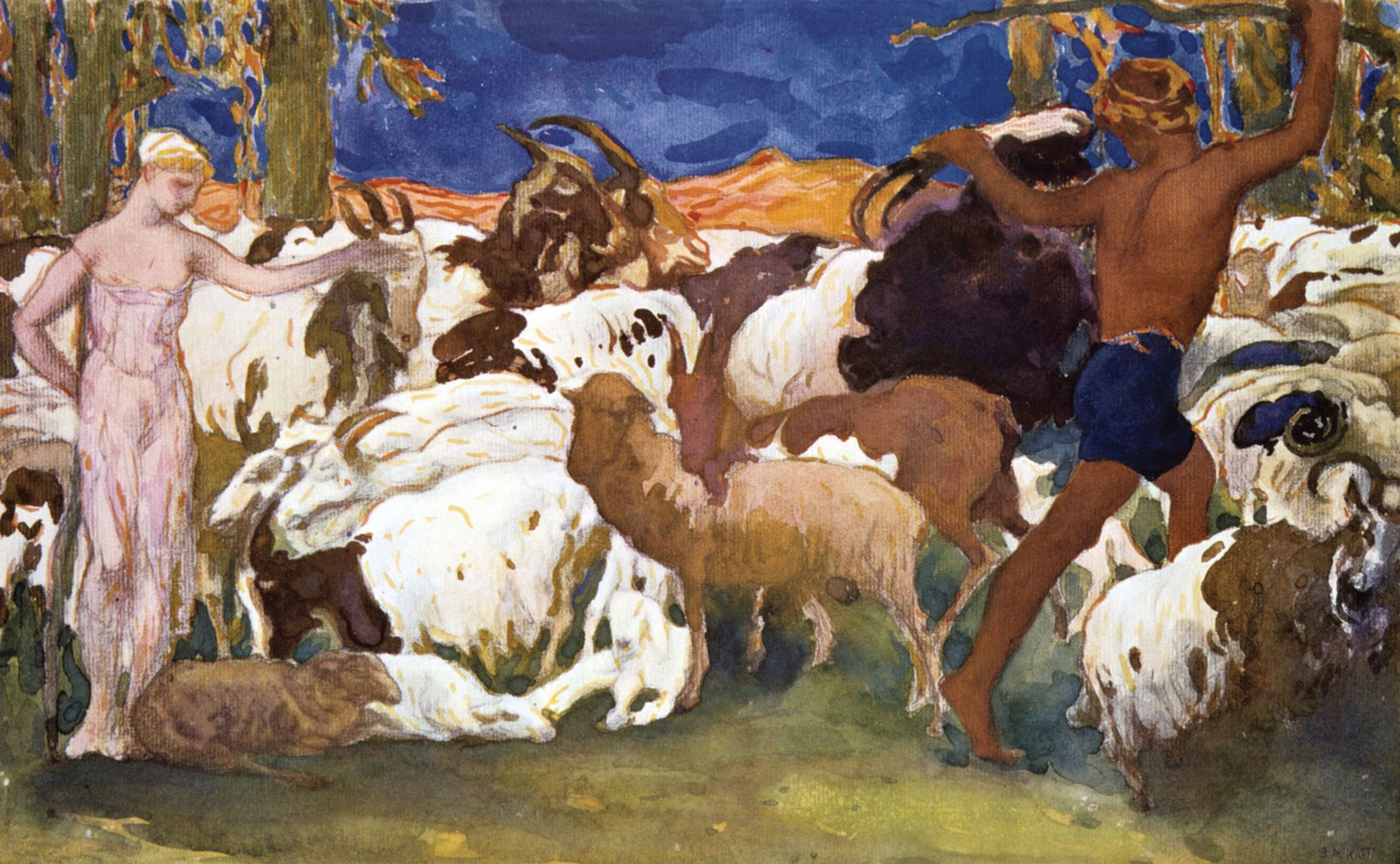
طراحی باکست برای باله دافنیس و کلوئه، ۱۹۱۲
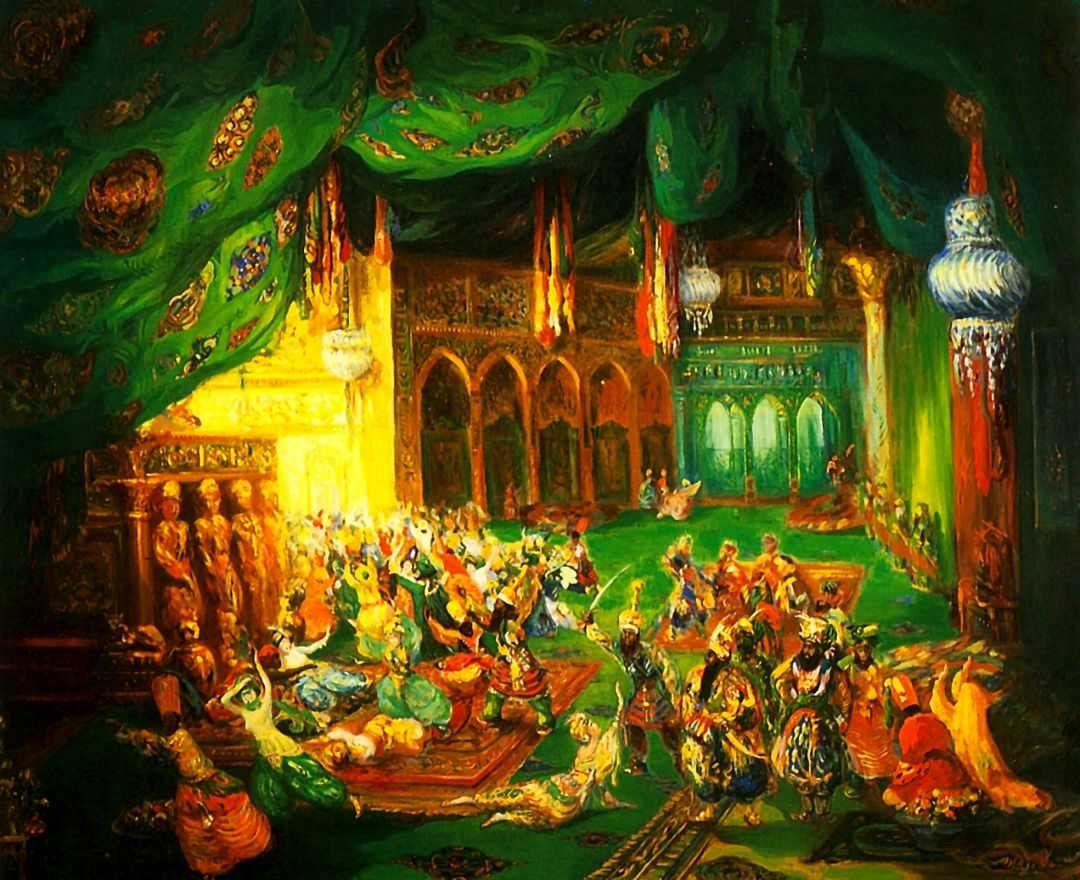
صحنه شهرزاد کرساکف، طراحی شده توسط باکست
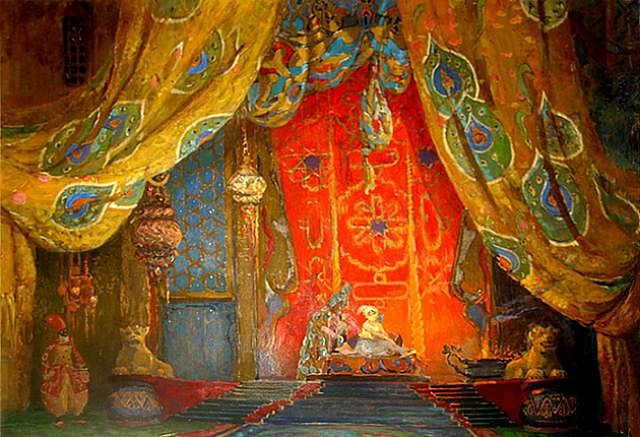
صحنه شهرزاد کرساکف، طراحی شده توسط باکست
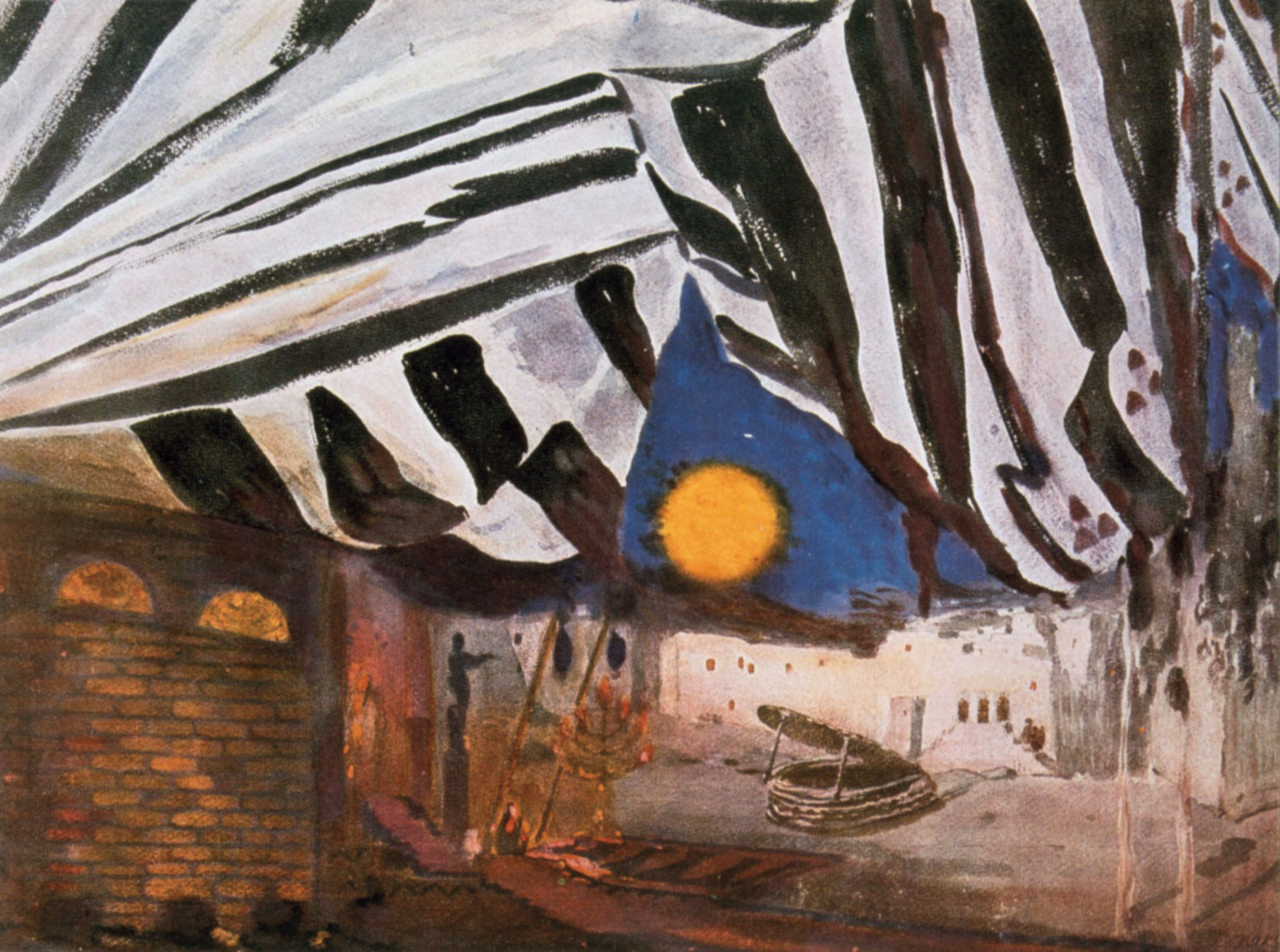
طراحی صحنه نمایش سالومه، ۱۹۱۲
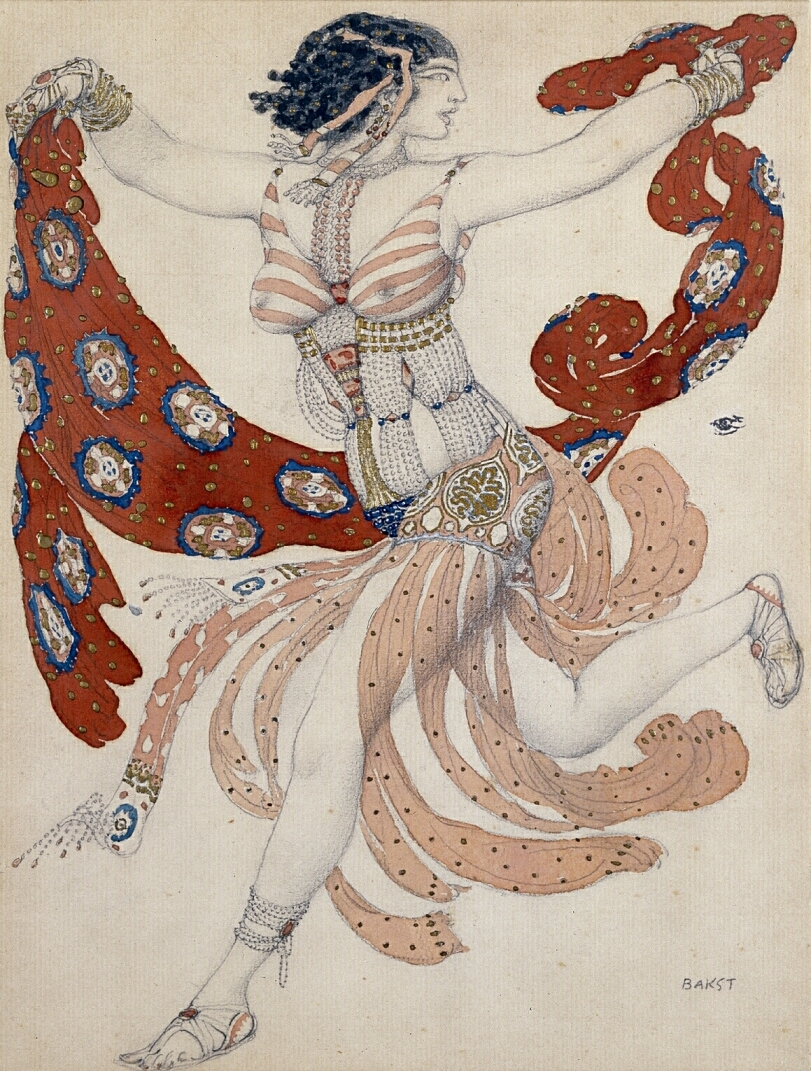
طراحی باکست برای پوشش ایدا روبینشتاین در اجرای کلئوپاترا
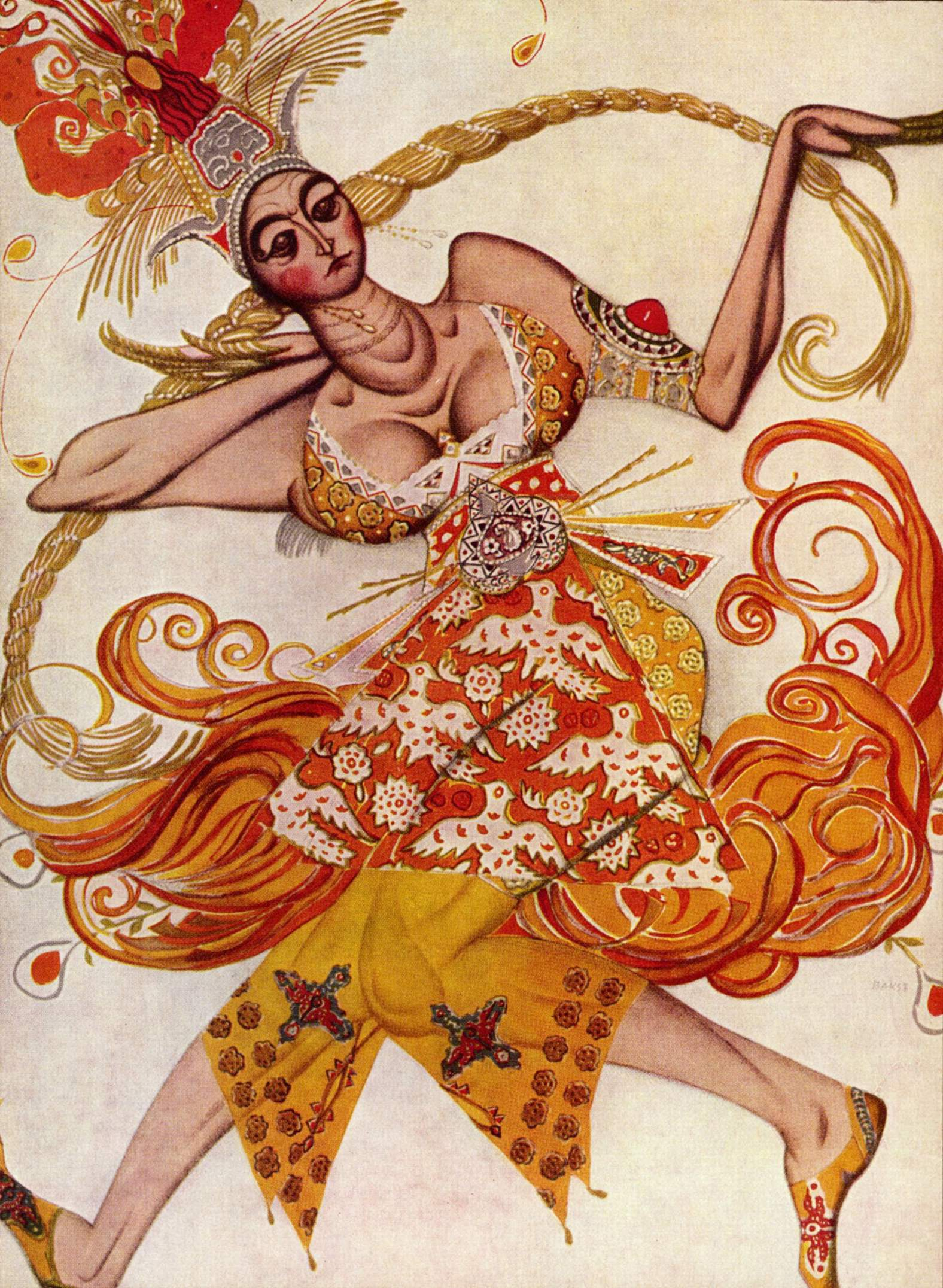
طراحی باکست برای پوشش باله پرنده آتشین استراوینسکی